# Rallye d'Argentine 2014
Le 34e Rallye d'Argentine est la 5e manche du Championnat du monde des rallyes 2014. Il s'est disputé du 8 au 11 mai 2014 aux alentours de Córdoba. 

## Résultats

### Classement final
| Rang              | Pilote             | Copilote             | Numéro            | Voiture               | Écurie                      | Temps             | Écart             | Points            |
| Toutes catégories | Toutes catégories  | Toutes catégories    | Toutes catégories | Toutes catégories     | Toutes catégories           | Toutes catégories | Toutes catégories | Toutes catégories |
| ----------------- | ------------------ | -------------------- | ----------------- | --------------------- | --------------------------- | ----------------- | ----------------- | ----------------- |
| 1.                | Jari-Matti Latvala | Miikka Anttila       | 2                 | Volkswagen Polo WRC R | Volkswagen Motorsport       | 4 h 41 min 24 s 8 | --                | 261               |
| 2.                | Sébastien Ogier    | Julien Ingrassia     | 1                 | Volkswagen Polo WRC R | Volkswagen Motorsport       | 4 h 42 min 51 s 7 | +1 min 26 s 9     | 213               |
| 3.                | Kris Meeke         | Paul Nagle           | 3                 | Citroën DS3 WRC       | Citroën Total Abu Dhabi WRT | 4 h 47 min 19 s 5 | +5 min 54 s 7     | 15                |
| 4.                | Andreas Mikkelsen  | Mikko Markkula (fi)  | 9                 | Volkswagen Polo WRC R | Volkswagen Motorsport       | 4 h 47 min 43 s 1 | +6 min 18 s 3     | 12                |
| 5.                | Thierry Neuville   | Nicolas Gilsoul      | 7                 | Hyundai i20 WRC       | Hyundai Motorsport          | 4 h 49 min 50 s 6 | +8 min 25 s 8     | 10                |
| 6.                | Robert Kubica      | Maciek Szczepaniak   | 10                | Ford Fiesta RS WRC    | RK M-Sport                  | 4 h 51 min 32 s 8 | +10 min 08 s 0    | 8                 |
| 7.                | Elfyn Evans        | Daniel Barrit        | 6                 | Ford Fiesta RS WRC    | M-Sport WRT                 | 4 h 51 min 57 s 0 | +10 min 32 s 2    | 6                 |
| 8.                | Martin Prokop      | Jan Tománek          | 21                | Ford Fiesta RS WRC    | Jipocar Czech National Team | 4 h 53 min 28 s 7 | +12 min 03 s 9    | 4                 |
| 9.                | Mikko Hirvonen     | Jarmo Lehtinen       | 5                 | Ford Fiesta RS WRC    | M-Sport WRT                 | 5 h 01 min 19 s 6 | +19 min 54 s 8    | 42                |
| 10.               | Nasser Al-Attiyah  | Giovanni Bernacchini | 40                | Ford Fiesta RRC S2000 | Nasser Al-Attiyah           | 5 h 04 min 35 s 0 | +23 min 10 s 2    | 1                 |

3, 2, 1 : y compris les 3, 2 et 1 points attribués aux trois premiers de la spéciale télévisée (power stage).

### Spéciales chronométrées
| Étape            | Spéciale | Heure   | Nom                             | Distance | Vainqueur          | Temps         | Leader             |
| ---------------- | -------- | ------- | ------------------------------- | -------- | ------------------ | ------------- | ------------------ |
| (8 mai)          | ES1      | 16 h 00 | Super Special Parque Temático 1 | 6,04 km  | Sébastien Ogier    | 4 min 51 s 7  | Sébastien Ogier    |
| 2e jour (9 mai)  | ES2      | 09 h 08 | Santa Catalina – La Pampa 1     | 27,09 km | Sébastien Ogier    | 18 min 25 s 8 | Sébastien Ogier    |
| 2e jour (9 mai)  | ES3      | 09 h 51 | Ascochinga – Agua de Oro 1      | 51,88 km | Jari-Matti Latvala | 38 min 00 s 7 | Jari-Matti Latvala |
| 2e jour (9 mai)  | ES4      | 14 h 41 | Santa Catalina – La Pampa 2     | 27,09 km | Sébastien Ogier    | 18 min 10 s 0 | Sébastien Ogier    |
| 2e jour (9 mai)  | ES5      | 15 h 24 | Ascochinga – Agua de Oro 2      | 51,88 km | Jari-Matti Latvala | 37 min 57 s 3 | Jari-Matti Latvala |
| 3e jour (10 mai) | ES6      | 08 h 33 | San Agustin – Villa del Dique 1 | 40,50 km | Andreas Mikkelsen  | 22 min 34 s 9 | Jari-Matti Latvala |
| 3e jour (10 mai) | ES7      | 09 h 41 | Amboy – Yacanto 1               | 39,16 km | Jari-Matti Latvala | 22 min 40 s 5 | Jari-Matti Latvala |
| 3e jour (10 mai) | ES8      | 14 h 59 | San Agustin – Villa del Dique 2 | 40,50 km | Jari-Matti Latvala | 22 min 30 s 8 | Jari-Matti Latvala |
| 3e jour (10 mai) | ES9      | 16 h 07 | Amboy Yasccanto 2               | 39,16 km | Jari-Matti Latvala | 22 min 48 s 3 | Jari-Matti Latvala |
| 3e jour (10 mai) | ES10     | 19 h 05 | Super Special Parque Temático 2 | 6,04 km  | Thierry Neuville   | 5 min 02 s 5  | Jari-Matti Latvala |
| 4e jour (11 mai) | ES11     | 08 h 33 | Giulio Cesare – Mina Clavero 1  | 22,07 km | Mikko Hirvonen     | 18 min 28 s 1 | Jari-Matti Latvala |
| 4e jour (11 mai) | ES12     | 09 h 51 | El Condor – Copina              | 16,32 km | Mikko Hirvonen     | 14 min 57 s 8 | Jari-Matti Latvala |
| 4e jour (11 mai) | ES13     | 10 h 54 | Giulio Cesare – Mina Clavero 2  | 22,07 km | Mikko Hirvonen     | 14 min 57 s 8 | Jari-Matti Latvala |
| 4e jour (11 mai) | ES14*    | 13 h 05 | El Condor                       | 16,32 km | Sébastien Ogier    | 14 min 29 s 3 | Jari-Matti Latvala |

* : Power stage, spéciale télévisée attribuant des points aux trois premiers pilotes

## Classement au championnat après l'épreuve

### Classement des pilotes
Selon le système de points en vigueur, les 10 premiers équipages remportent des points, 25 points pour le premier, puis 18, 15, 12, 10, 8, 6, 4, 2 et 1.
| Rang | Pilote              | Rallyes | Rallyes | Rallyes | Rallyes | Rallyes | Rallyes | Rallyes | Rallyes | Rallyes | Rallyes | Rallyes | Rallyes | Rallyes | Total points |
| Rang | Pilote              | MON     | SUE     | MEX     | POR     | ARG     | ITA     | POL     | FIN     | GER     | AUS     | FRA     | ESP     | GBR     | Total points |
| ---- | ------------------- | ------- | ------- | ------- | ------- | ------- | ------- | ------- | ------- | ------- | ------- | ------- | ------- | ------- | ------------ |
| 1er  | Sébastien Ogier     | 272     | 8       | 283     | 283     | 213     | -       | -       | -       | -       | -       | -       | -       | -       | 112          |
| 2e   | Jari-Matti Latvala  | 133     | 272     | 202     | 2       | 261     | -       | -       | -       | -       | -       | -       | -       | -       | 88           |
| 3e   | Mads Østberg        | 12      | 183     | 2       | 161     | Ab      | -       | -       | -       | -       | -       | -       | -       | -       | 48           |
| 4e   | Andreas Mikkelsen   | 6       | 18      | 0       | 12      | 12      | -       | -       | -       | -       | -       | -       | -       | -       | 48           |
| 5e   | Mikko Hirvonen      | Ab      | 131     | 51      | 18      | 42      | -       | -       | -       | -       | -       | -       | -       | -       | 40           |
| 6e   | Kris Meeke          | 161     | 1       | Ab      | Ab      | 15      | -       | -       | -       | -       | -       | -       | -       | -       | 32           |
| 7e   | Thierry Neuville    | Ab      | 0       | 15      | 6       | 10      | -       | -       | -       | -       | -       | -       | -       | -       | 31           |
| 8e   | Elfyn Evans         | 8       | Ab      | 12      | 0       | 6       | -       | -       | -       | -       | -       | -       | -       | -       | 26           |
| 9e   | Martin Prokop       | Ab      | Ab      | 10      | 8       | 4       | -       | -       | -       | -       | -       | -       | -       | -       | 22           |
| 10e  | Bryan Bouffier      | 18      | -       | -       | -       | -       | -       | -       | -       | -       | -       | -       | -       | -       | 18           |
| 11e  | Henning Solberg     | -       | 6       | -       | 10      | -       | -       | -       | -       | -       | -       | -       | -       | -       | 16           |
| 12e  | Ott Tänak           | -       | 10      | 0       | Ab      | 0       | -       | -       | -       | -       | -       | -       | -       | -       | 10           |
| 13e  | Beníto Guerra       | -       | -       | 8       | -       | -       | -       | -       | -       | -       | -       | -       | -       | -       | 8            |
| 14e  | Robert Kubica       | Ab      | 0       | Ab      | Ab      | 8       | -       | -       | -       | -       | -       | -       | -       | -       | 8            |
| 15e  | Chris Atkinson      | -       | -       | 6       | -       | -       | -       | -       | -       | -       | -       | -       | -       | -       | 6            |
| 16e  | Jaroslav Melicharek | 4       | -       | -       | -       | -       | -       | -       | -       | -       | -       | -       | -       | -       | 4            |
| 17e  | Pontus Tidemand     | -       | 4       | -       | 0       | -       | -       | -       | -       | -       | -       | -       | -       | -       | 4            |
| 18e  | Juho Hänninen       | -       | -       | -       | 4       | -       | -       | -       | -       | -       | -       | -       | -       | -       | 4            |
| 19e  | Nasser Al-Attiyah   | -       | -       | -       | 2       | 1       | -       | -       | -       | -       | -       | -       | -       | -       | 3            |
| 20e  | Matteo Gamba        | 2       | -       | -       | -       | -       | -       | -       | -       | -       | -       | -       | -       | -       | 2            |
| 21e  | Craig Breen         | -       | 2       | -       | -       | -       | -       | -       | -       | -       | -       | -       | -       | -       | 2            |
| 22e  | Yuriy Protasov      | 1       | 0       | 1       | 0       | Ab      | -       | -       | -       | -       | -       | -       | -       | -       | 2            |
| 23e  | Jari Ketomaa        | -       |         | -       | 1       | 0       | -       | -       | -       | -       | -       | -       | -       | -       | 1            |

| Couleur | Résultat                                                         |
| ------- | ---------------------------------------------------------------- |
| Or      | Vainqueur                                                        |
| Argent  | 2e place                                                         |
| Bronze  | 3e place                                                         |
| Vert    | Classé, dans les points                                          |
| Bleu    | Classé, hors des points Non classé (Nc.)                         |
| Mauve   | Abandon (Ab.) Retrait (Re.)                                      |
| Noir    | Disqualifié (Dq.)                                                |
| Blanc   | N'a pas pris le départ (Np.) Forfait (Forf.) Épreuve annulée (A) |
| Aucune  | N'a pas participé (-)                                            |

3, 2, 1 : y compris les 3, 2 et 1 points attribués aux trois premiers de la spéciale télévisée (power stage).

### Classement des constructeurs
| Rang | Équipe                                   | Rallyes | Rallyes | Rallyes | Rallyes | Rallyes | Rallyes | Rallyes | Rallyes | Rallyes | Rallyes | Rallyes | Rallyes | Rallyes | Total points |
| Rang | Équipe                                   | MON     | SUE     | MEX     | POR     | ARG     | ITA     | POL     | FIN     | GER     | AUS     | FRA     | ESP     | GBR     | Total points |
| ---- | ---------------------------------------- | ------- | ------- | ------- | ------- | ------- | ------- | ------- | ------- | ------- | ------- | ------- | ------- | ------- | ------------ |
| 1er  | Volkswagen Motorsport                    | 37      | 35      | 43      | 29      | 43      | -       | -       | -       | -       | -       | -       | -       | -       | 187          |
| 2e   | Citroën Total Abu Dhabi World Rally Team | 33      | 23      | 4       | 15      | 15      | -       | -       | -       | -       | -       | -       | -       | -       | 90           |
| 3e   | M-Sport World Rally Team                 | 8       | 14      | 18      | 20      | 8       | -       | -       | -       | -       | -       | -       | -       | -       | 68           |
| 4e   | Hyundai Shell World Rally Team           | 0       | 8       | 23      | 14      | 10      | -       | -       | -       | -       | -       | -       | -       | -       | 55           |
| 5e   | Volkswagen Motorsport II                 | 10      | 16      | 2       | 12      | 12      | -       | -       | -       | -       | -       | -       | -       | -       | 52           |
| 6e   | Jipocar Czech National Team              | 0       | 0       | 10      | 10      | 4       | -       | -       | -       | -       | -       | -       | -       | -       | 24           |
| 7e   | RK M-Sport World Rally Team              | 0       | 4       | 0       | 0       | 8       | -       | -       | -       | -       | -       | -       | -       | -       | 12           |